# Gerhard Haupt
Gerhard Haupt (* 27. April 1919; † nach 1952) war ein deutscher Fußballspieler, der in den 1950er-Jahren in Altenburg Erstligafußball betrieb.

## Sportliche Laufbahn
Als im September 1949 die vom Deutschen Sportausschuss der DDR als höchste Fußballspielklasse gegründete DS-Liga, die spätere DDR-Oberliga, in ihre erste Saison ging, war auch die Zentrale Sportgemeinschaft (ZSG) Altenburg Nord dabei. Zu deren Spielerkader gehörte der 30-jährige Gerhard Haupt. Er war beim Eröffnungsspiel der ZSG zuhause gegen die Betriebssportgemeinschaft (BSG) KWU Erfurt dabei und wurde beim 1:1-Unentschieden als Stürmer eingesetzt. Mit Unterbrechungen kam Haupt bis einschließlich zum neunten Spieltag auf sieben Einsätze, meist wieder im Angriff. Nach längerer Pause spielte er noch einmal am 22. und 23. Spieltag als Stürmer, sodass er bei den 26. Ligaspielen insgesamt neunmal aufgeboten wurde. Während Haupt von der Saison 1950/51 an nicht mehr im Kader der Altenburger stand, wurde er doch in der Hinrunde der Spielzeit 1951/52, in der die BSG als Stahl Altenburg antrat, noch einmal in drei Oberligaspielen eingesetzt, zweimal als Abwehrspieler, einmal im Mittelfeld. Anschließend beendete der 32-Jährige endgültig seine Laufbahn im höherklassigen Fußball.